# Nāḩiyat Darkūsh
Nāḩiyat Darkūsh (arabiska: ناحية دركوش) är ett subdistrikt i Syrien.   Det ligger i provinsen Idlib, i den nordvästra delen av landet, 270 km norr om huvudstaden Damaskus.
Trakten runt Nāḩiyat Darkūsh består till största delen av jordbruksmark. Runt Nāḩiyat Darkūsh är det ganska tätbefolkat, med 179 invånare per kvadratkilometer.